# Petrus de Licht
Petrus (Pieter) de Licht (Brussel, 1548 — aldaar, 18 september 1603) was een Zuid-Nederlands humanist, historicus, theoloog en dichter. Hij verlatiniseerde zijn naam tot Petrus Lucius.
De Licht was een Brusselse karmeliet. Nadat de stad zich had aangesloten bij de opstand, week De Licht in 1578 uit naar Florence in Toscane, waar hij theologie ging onderwijzen. Zijn welsprekendheid in het Latijn was vermaard. Na de herovering van de Zuidelijke Nederlanden door de Spaanse koning keerde De Licht terug naar Brussel, waar hij overleed.

## Werk
In 1593 schreef De Licht een apologie van de bekende kaballist Johannes Trithemius, Apologia Trithemii, met de uitgave van diens werk.
Verder:
- Diuini Baptistae Mantuani Carmelitae theologi philosophi, oratoris clarissimi, ac poetarum christianorum principis. Aureum poema. De vita, et morte santiss. virginis, et martyris Catharinae Costi regis filiae. Cui accesserunt scholia difficiliora quaeque explicantia omni antiquitate e di ersarum rerum cognitione plenissima. Autore P. Petro Lucio Belga, Carmelitano Bruxellensis latinae linguae apud Carmelitas Florentinos professore. Cum indice rerum memorabilium locupletissimo.; Florence, Georgio Marescotto, 1591

- Carmelitana bibliotheca, siue illustrium aliquot carmelitanae Religionis scriptorum, & eorum operum cathalogus. Iampridem a magno, et incomparabili viro d. Ioanne Trithemio Ordinis sancti Benedicti abbate luculenter congestus; tandem centesimo post anno magna ex parte auctus, recognitus, & annotationibus illustratus, ac optimo ordine alphabetico digestus ... Auctore r. p. Petro Lucio Belga carmelitano Bruxellensi, sacrae theologiae professore.; Florence, Georgio Marescotto, 1593.

- D. Ioannis Trithemii abbatis ordinis s. Benedicti De laudibus Carmelitanae religionis liber. ... Centesimo post anno diligenter recognitus breuique; apologia defensus per r.p. Petrum Lucium Belgam, carmel. Bruxellensem sacrae theologiae professorem.; Florence, Georgio Marescotto, 1593.

- F. Petri Lucii Bruxell. carmelitae doctoris theol. De Florentiae ciuitatis origine, Mediceae familiae nobilitate, et equestris statuae Cosmo Medici magno Etruriae duci nuper Florentiae dedicatae laudibus, carmen encomiasticum.; Florence, haeredes Iacobi Iuntae, 1594.

- Compendio historico carmelitano con l'indulgenze, e priuilegi dell'ordine. Composto dal molto R.P.M. Pietro Lucio di Brussella, dottor in S. Teologia: e tradotto dalla lingua latina nella volgare, per il R.P. Francesco Minucci da Radda in S.T. Corsore, dell'istesso ordine; Florence, Gianantonio Caneo, 1595.

- Bibliothèque nationale de France: cb13484697r (data)
- Gemeinsame Normdatei: 172232783
- International Standard Name Identifier: 0000 0000 5124 1171
- Library of Congress Control Number: no2008042424
- Istituto Centrale per il Catalogo Unico: RMLV019141
- Virtual International Authority File: 34261536
- WorldCat: E39PBJjHcTMKdT3DwCDhxR69Xd